# Pont-de-Chéruy
Pour les articles homonymes, voir Pondichéry (homonymie) et Pont (toponyme).
Cet article possède un paronyme, voir Pondichéry.
Pont-de-Chéruy est une commune française située dans le département de l'Isère, en région Auvergne-Rhône-Alpes.

## Géographie

### Localisation

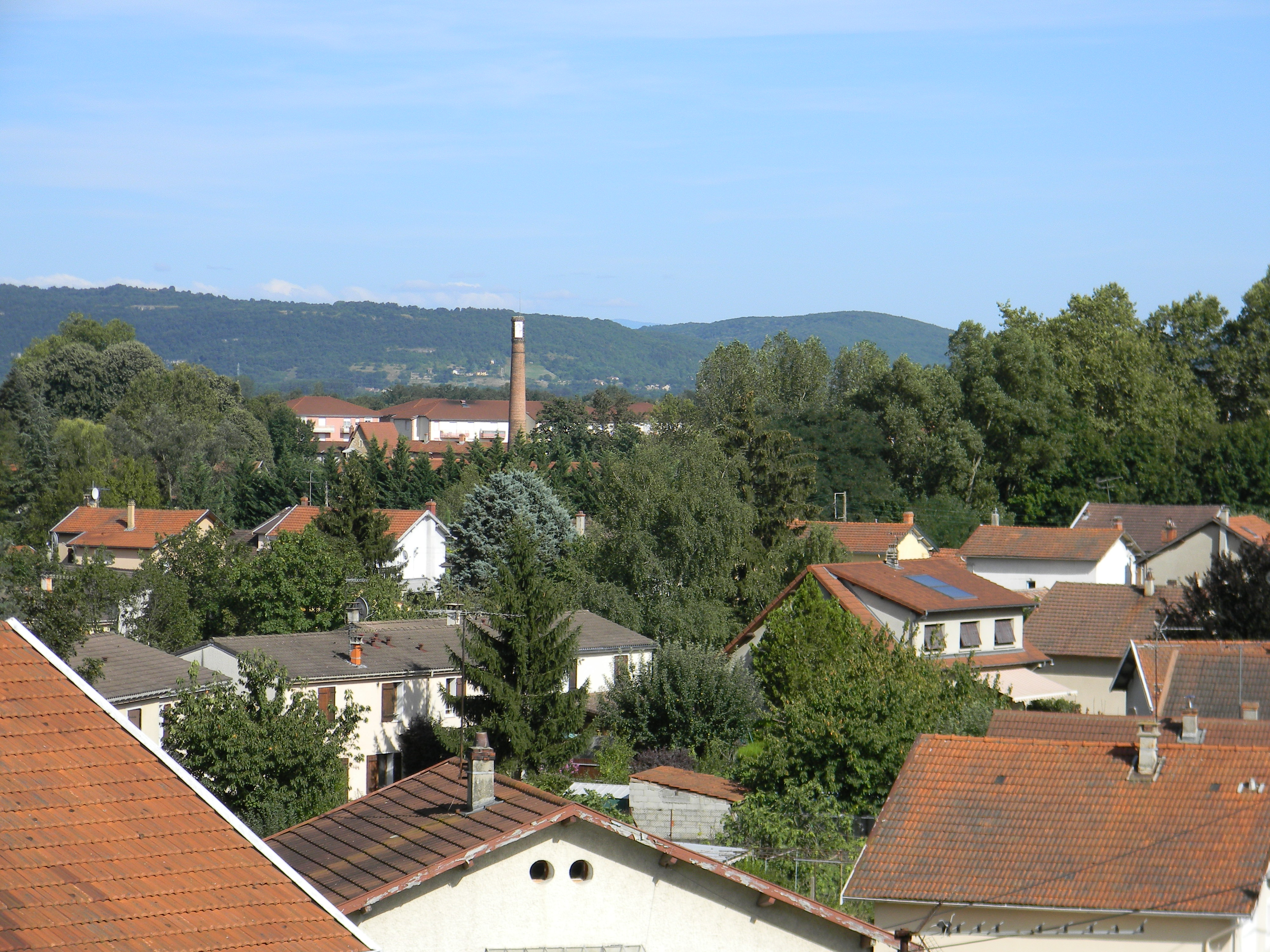
Vue depuis le boulevard des collèges en direction de La Plaine et l'ancienne usine de la société Gindre-Duchavany.

Positionnée dans la partie nord-ouest du département de l'Isère, Pont-de-Chéruy est une commune périurbaine située à 28 km de Lyon, 24 km de Bourgoin-Jallieu et 95 km de Grenoble.
C'est l'une des trois villes-centres de l'unité urbaine de Charvieu-Chavagneux, dans l'est de l'aire d'attraction de Lyon.

### Communes limitrophes
Les communes limitrophes sont Chavanoz, Charvieu-Chavagneux et Tignieu-Jameyzieu.
| Chavanoz            | Chavanoz            | Chavanoz          |
| Charvieu-Chavagneux | Pont-de-Chéruy      | Tignieu-Jameyzieu |
| Charvieu-Chavagneux | Charvieu-Chavagneux | Tignieu-Jameyzieu |

### Géologie
Situé dans la frange occidentale du plateau de l'Isle Crémieu (autrefois dénommé « Isle Chéruy »), le secteur de Pont-de-Chéruy est constitué de collines molassiques et de moraines péri glaciaires.

### Hydrographie
Le territoire communal est traversé par la Bourbre, un modeste affluent direct en rive gauche du Rhône qu'il rejoint quelques kilomètres au nord, au niveau du territoire de Chavanoz. Cette rivière, dont le cours est de 72,2 km, est bordé par l'étang de la forêt qui est situé dans la partie méridionale de la commune.

### Climat
Pour des articles plus généraux, voir Climat d'Auvergne-Rhône-Alpes et Climat de l'Isère.
En 2010, le climat de la commune est de type climat océanique altéré, selon une étude du Centre national de la recherche scientifique s'appuyant sur une série de données couvrant la période 1971-2000. En 2020, Météo-France publie une typologie des climats de la France métropolitaine dans laquelle la commune est 0 et est dans la région climatique Bourgogne, vallée de la Saône, caractérisée par un bon ensoleillement (1 900 h/an), un été chaud (18,5 °C), un air sec au printemps et en été et des vents faibles.
Pour la période 1971-2000, la température annuelle moyenne est de 11,9 °C, avec une amplitude thermique annuelle de 18,1 °C. Le cumul annuel moyen de précipitations est de 933 mm, avec 9,9 jours de précipitations en janvier et 6,8 jours en juillet. Pour la période 1991-2020, la température moyenne annuelle observée sur la station météorologique de Météo-France la plus proche, « Lyon-Saint-Exupery », sur la commune de Colombier-Saugnieu à 6 km à vol d'oiseau, est de 12,8 °C et le cumul annuel moyen de précipitations est de 862,5 mm,. Pour l'avenir, les paramètres climatiques de la commune estimés pour 2050 selon différents scénarios d'émission de gaz à effet de serre sont consultables sur un site dédié publié par Météo-France en novembre 2022.
| Mois                                  | jan.             | fév.             | mars            | avril         | mai             | juin          | jui.           | août           | sep.           | oct.            | nov.            | déc.             | année      |
| ------------------------------------- | ---------------- | ---------------- | --------------- | ------------- | --------------- | ------------- | -------------- | -------------- | -------------- | --------------- | --------------- | ---------------- | ---------- |
| Température minimale moyenne (°C)     | 1,1              | 1,4              | 4,3             | 7,3           | 11,2            | 14,8          | 16,7           | 16,5           | 12,8           | 9,6             | 4,8             | 1,9              | 8,5        |
| Température moyenne (°C)              | 3,9              | 4,9              | 8,8             | 12,1          | 16,1            | 19,9          | 22,1           | 21,9           | 17,7           | 13,5            | 7,9             | 4,6              | 12,8       |
| Température maximale moyenne (°C)     | 6,6              | 8,4              | 13,4            | 16,9          | 20,9            | 25            | 27,5           | 27,3           | 22,5           | 17,3            | 11              | 7,2              | 17         |
| Record de froid (°C) date du record   | −20,3 07.01.1985 | −12,9 11.02.1986 | −9,6 01.03.05   | −3 08.04.03   | −0,2 01.05.1976 | 4 04.06.1984  | 6,6 22.07.1980 | 5,1 30.08.1986 | 1,7 22.09.1977 | −3,7 31.10.1997 | −8,1 27.11.1989 | −12,7 10.12.1980 | −20,3 1985 |
| Record de chaleur (°C) date du record | 20,4 10.01.15    | 22,4 24.02.1990  | 26,1 22.03.1990 | 28,8 30.04.05 | 33,9 24.05.09   | 38,1 22.06.03 | 39,4 24.07.19  | 39,9 24.08.23  | 34,2 10.09.23  | 30,3 09.10.23   | 22,4 08.11.15   | 20,1 18.12.1989  | 39,9 2023  |
| Ensoleillement (h)                    | 727              | 993              | 1 678           | 1 826         | 2 165           | 2 515         | 2 786          | 2 469          | 186            | 1 235           | 717             | 504              | 19 473     |
| Précipitations (mm)                   | 55               | 46,9             | 54,1            | 72,4          | 82,7            | 70,7          | 67,4           | 70,6           | 86,6           | 101             | 92,1            | 63               | 862,5      |

## Urbanisme

### Typologie
Au 1er janvier 2024, Pont-de-Chéruy est catégorisée centre urbain intermédiaire, selon la nouvelle grille communale de densité à sept niveaux définie par l'Insee en 2022.
Elle appartient à l'unité urbaine de Charvieu-Chavagneux, une agglomération intra-départementale regroupant quatre  communes, dont elle est ville-centre,,. Par ailleurs la commune fait partie de l'aire d'attraction de Lyon, dont elle est une commune de la couronne,. Cette aire, qui regroupe 397 communes, est catégorisée dans les aires de 700 000 habitants ou plus (hors Paris),.

### Occupation des sols

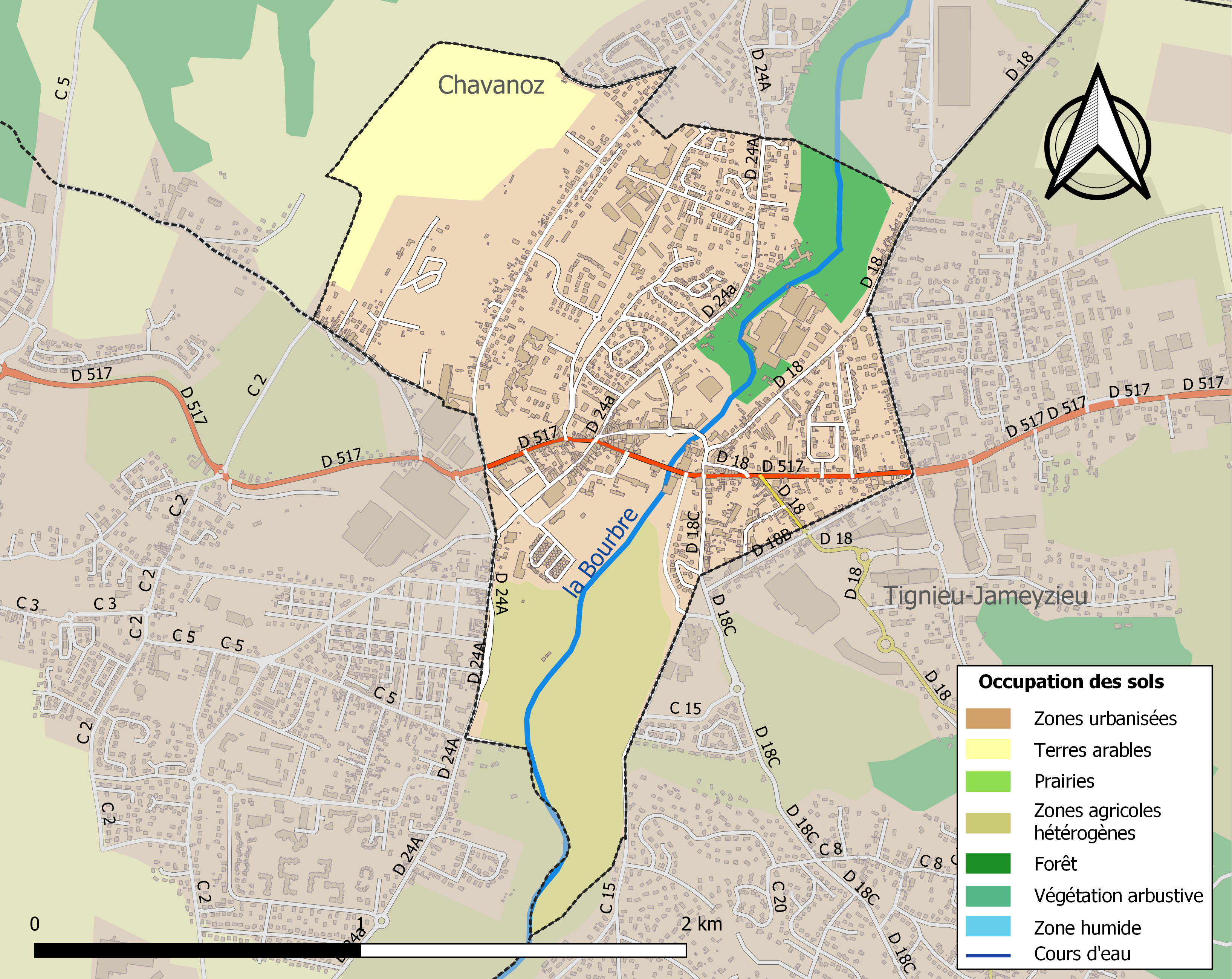
Carte des infrastructures et de l'occupation des sols de la commune en 2018 (CLC).

L'occupation des sols de la commune, telle qu'elle ressort de la base de données européenne d’occupation biophysique des sols Corine Land Cover (CLC), est marquée par l'importance des territoires artificialisés (66,8 % en 2018), en augmentation par rapport à 1990 (56,6 %). La répartition détaillée en 2018 est la suivante : 
zones urbanisées (64,7 %), zones agricoles hétérogènes (15,6 %), terres arables (10,7 %), forêts (6,9 %), zones industrielles ou commerciales et réseaux de communication (2,1 %). L'évolution de l’occupation des sols de la commune et de ses infrastructures peut être observée sur les différentes représentations cartographiques du territoire : la carte de Cassini (XVIIIe siècle), la carte d'état-major (1820-1866) et les cartes ou photos aériennes de l'IGN pour la période actuelle (1950 à aujourd'hui).

### Habitat et logement
En 2020, le nombre total de logements dans la commune était de 2 780, alors qu'il était de 2 413 en 2015 et de 2 183 en 2010.
Parmi ces logements, 88,7 % étaient des résidences principales, 1 % des résidences secondaires et 10,4 % des logements vacants. Ces logements étaient pour 36,7 % d'entre eux des maisons individuelles et pour 60,9 % des appartements.
Le tableau ci-dessous présente la typologie des logements à Pont-de-Chéruy en 2020 en comparaison avec celle de l'Isère et de la France entière. Une caractéristique marquante du parc de logements est ainsi une proportion de résidences secondaires et logements occasionnels (1 %) inférieure à celle du département (8,3 %) et à celle de la France entière (9,7 %). Concernant le statut d'occupation de ces logements, 53,8 % des habitants de la commune sont propriétaires de leur logement (52,4 % en 2015), contre 61,2 % pour l'Isère et 57,5 pour la France entière.
| Typologie                                               | Pont-de-Chéruy | Isère | France entière |
| ------------------------------------------------------- | -------------- | ----- | -------------- |
| Résidences principales (en %)                           | 88,7           | 84    | 82,1           |
| Résidences secondaires et logements occasionnels (en %) | 1              | 8,3   | 9,7            |
| Logements vacants (en %)                                | 10,4           | 7,7   | 8,2            |

### Voies de communication et transports

#### Voies routières
Le territoire communal de Pont-de-Chéruy est traversé par une route à grande circulation, la RD517 et une route d'importance secondaire, la RD24a :
- la route départementale 517 (RD517) correspond au tracé de l'ancienne route nationale 517, déclassée en route départementale à la suite de la réforme de 1972. Elle permet de relier Lyon à Morestel en traversant les communes de Villeurbanne, Meyzieu, Janneyrias, Charvieu-Chavagneux, Pont-de-Chéruy, Crémieu, Passins et Morestel ;
- la RD24a permet de relier la commune de Chavanoz par détachement de la RD55 à la commune de Colombier-Saugnieu.

#### Transports publics
La zone la plus proche desservie par les Transports en commun lyonnais est le terminus de la ligne de tramway T3 situé dans la zone industrielle de Meyzieu. En 2030, le tramway T3 devrait être prolongé jusqu'à Crémieu en passant par Pont-de-Chéruy
La commune est également desservie par les bus, avec plusieurs lignes qui desservent l'intégralité de la commune (T14 vers L'Isle d'Abeau, T15 vers Bourgoin Jallieu, T16 vers Villefontaine, T21 vers Bouvesse et X04 vers Meyzieu.
En 2030, la communauté de commune de Lyon Saint-Exupéry en Dauphiné, qui se transformera en Communauté d'Agglomération au vu de la croissance démographique, organisera un réseau de transport en commun qui permettra de relier les futures stations de tramway aux villes de l'agglomération.
La ville est située à 12 km de l'aéroport Lyon-Saint-Exupéry.

### Risques naturels et technologiques

#### Risques sismiques
L'ensemble du territoire de la commune de Pont-de-Chéruy est situé en zone de sismicité no 3 (sur une échelle de 1 à 5), comme la plupart des communes de son secteur géographique.
| Type de zone | Niveau            | Définitions (bâtiment à risque normal) |
| ------------ | ----------------- | -------------------------------------- |
| Zone 3       | Sismicité modérée | accélération = 1,1 m/s2                |

#### Autres risques
La commune de Pont-de-Cheruy est prise en compte dans le plan particulier d'intervention de la centrale nucléaire du Bugey, car elle se trouve dans le périmètre des 20 kilomètres de celle-ci. À ce titre les habitants ont été invités nominativement à aller retirer préventivement une plaquette de comprimés d’iode dans une pharmacie participante.

## Toponymie
Les différents noms de la localité furent : Pont du Charui, ou de Charuy ou de Chéry, Pont-Chéry et enfin Pont-de-Chéruy.
Castrum pontis Charizii désigne une rivière agréable et chère, le pont qui la traverse, le château et les habitants qui l'accompagnent. Charuzius est l'abréviation de Charus Rivus, charus, un adjectif latin signifiant cher, agréable ; ensuite, Rivus d'où vient le vieux mot français Rui, et par contraction Ry, un nom de même origine qui veut dire ruisseau, petite rivière.
L'ile de cheruy est mentionnée sur des documents anciens, dont celui en référence ci-dessus. Certains la limitent à l'actuelle île du rubains (ou rubin), d'autre au territoire entre la Bourbre et la Girine distants de 500 m à Jameyzieu avec à peine deux mètres de dénivelé. Mais des documents liés à Montiracle (visibles au musée) laissent penser qu'elle pourrait être plus étendue.

## Histoire
Le cœur du village se situait au hameau du Constantin. En 1867, date de création de la commune, on dénombrait alors 805 habitants.

### Antiquité
Un pont en bois à péage et une forteresse furent tout d'abord construits par les Romains. Ils étaient situés au croisement de trois voies antiques : Via publica Vetus ou Strata Lugduni de Lyon à Genève, Via publica ou Strata Sancti Ecegendi de Vienne (Isère) à Saint-Claude (Jura) et une voie allant de Trévoux à Aoste par Crémieu. Il reste des vestiges de cette époque, notamment les bases d'un petit amphithéâtre et d'habitations.

### Moyen Âge
À la chute de l'Empire romain d'Occident, les Burgondes puis les Francs prirent le contrôle de la province. Au Moyen Âge, un hôpital fut construit par les frères hospitaliers de Malte.
Pons Charizii figure sur une carte ancienne en latin qui se trouve au château de Verna.
Ses habitants connurent l'histoire mouvementée de Chavanoz, passant des comtes du Forez à l'archevêché de Lyon (1173) puis à un baron de La Tour-du-Pin qui les cédèrent aux seigneurs d'Anthon de 1316 à 1704 (maisons d'Anthon, de Genève, de Saluces, de Barthenay).
Le pont voit passer en 1430 les armées du Prince d'Orange Louis Ier en déroute après la bataille d'Anthon.

### Temps modernes
Les troupes du Baron des Adrets y passent en 1562, celles de François de Bonne de Lesdiguières en 1589, puis quelques semaines plus tard celles de Charles-Emmanuel Ier de Savoie. En 1564, Catherine de Médicis et Charles IX fuyant la peste ravageant Lyon franchissent le pont pour se rendre à Crémieu.
Le pont subit souvent les flots impétueux de la rivière qu'il enjambait. Il est reconstruit en bois en 1689, puis en pierre en 1729 pour la somme de 12 000 livres.
En 1704, Chavanoz devient une seigneurie indépendante.

### Révolution française et Empire
La première élection municipale eut lieu à Chavanoz le 13 novembre 1790.
P. M. Bourrit, pasteur protestant, relate ainsi son passage à « Pont de Chéry » en 1807 : « ... l'abord en est charmant, ses maisons cachées en partie par un bois de peupliers et de vernes (aulnes) paraissent plus jolies. On traverse le pont jeté sur la Bourbre et l'on arrive sur une place assez étendue, barrée au couchant par des arbres et la rivière qui fait tourner les moulins. On y voit souvent des flottes de petit canards qui jouent sur des flots argentés... »

### Époque contemporaine
Vers 1840, on dénombrait vingt fabriques sur la Bourbre dont deux usines de traits et paillons sur les trois existantes en France. En 1824, Duchavany créa la première tréfilerie de cuivre plaqué d'or ou d'argent (100 ouvriers en 1850).
En 1849, Étienne-Claude Grammont fit construire un atelier de fabrication et de laminage de fils d'acier (143 ouvriers en 1881). En 1889, l'entreprise commença à produire des conducteurs électriques. Ceci attira dès le début du XXe siècle de nombreux travailleurs étrangers de diverses nationalités. Pont-de-Chéruy et Charvieu prirent alors le surnom de « Tour de Babel de l'Isère ».
En 1861, le baron Raverat écrit dans son ouvrage A travers le Dauphiné : « fort joli village, aux alentours bien cultivés. Pontchéry est plein de vie, grâce à une petite rivière sur laquelle sont établis un grand nombre de moulins... ».
Une inondation détruit le pont en 1856, qui est remplacé en 1864 par une passerelle en bois. Quelques années plus tard, un nouveau pont en pierre le remplaça à l'emplacement actuel.
Après la destruction du pont et la construction d'une passerelle provisoire, les habitants du Hameau du Constantin commencent à demander la création d'une commune indépendante. Une pétition est signée et adressée au préfet en 1856.
La naissance de la nouvelle commune est décidée par un décret de Napoléon III du 24 juillet 1867 par démembrement de Tignieu-Jameyzieu, Chavanoz et Charvieu malgré certaines réactions de leur part. Cependant, assez curieusement, la population de Charvieu augmenta considérablement entre les recensements de 1866 et 1872.

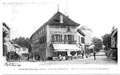
Le Constantin vers 1910.

Parallèlement, les édifices publics, religieux et sociaux s'implantèrent :
- 1841 : création du bureau de poste
- 1864-1870 : rectification de la traversée de Pont-de-Chéruy et construction du nouveau pont de pierre
- 1870 : premier marché hebdomadaire le mardi
- 1881 : ligne du Chemin de fer de l'Est de Lyon reliant la commune à Lyon
- 1882 : inauguration de la nouvelle église dédiée à saint Jean-Baptiste et saint Roch
- 1885 : construction du pont métallique reliant la place Verna à l'église

En 1881, le bourg est traversé par la  ligne du chemin de fer de l'Est de Lyon désaffectée depuis 1987, qui relie Crémieu à Lyon et jadis à Montalieu et Morestel.
En 1889 est implanté une brigade de gendarmerie à cheval, suivie, en 1903, de la création du corps des sapeurs pompiers.

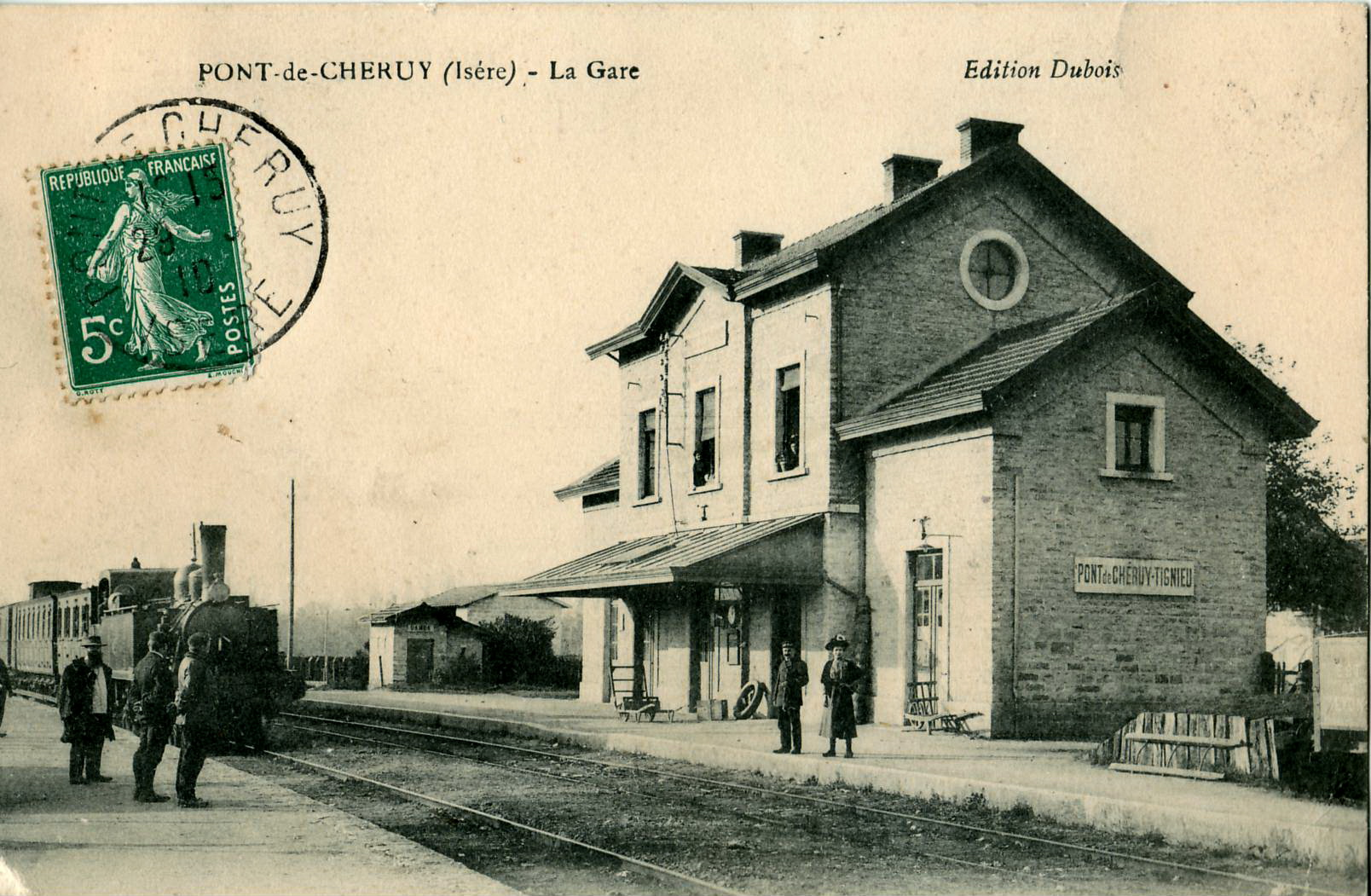
La gare de Pont-de-Chéruy, avant 1910
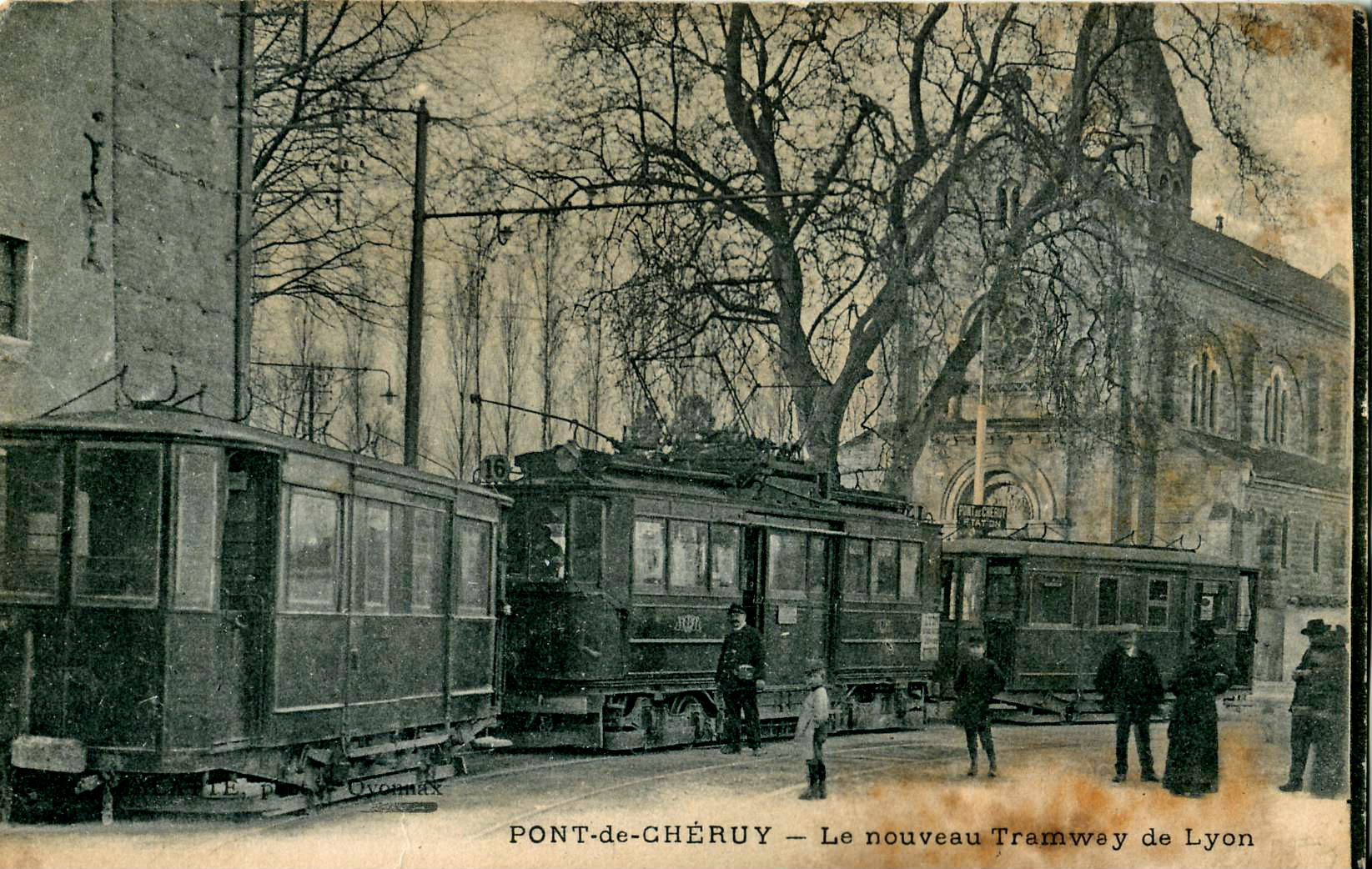
Ligne 16 des tramways de l'OTL (Lyon - Pont de Sault-Brénaz). Station Pont-de-Cheruy.

L'urbanisation se poursuit au XXe siècle : commerces, lycées d'enseignement technique et général, gymnase, maison de retraite, cinéma, bibliothèque, restaurants scolaires, crèches et espaces de loisirs.
Pont-de-Chéruy est desservi entre 1913 et 1937 par la ligne 16 des tramways de la compagnie OTL.
La ville gardera cette population des plus cosmopolites du département : Russes blancs fuyant la révolution de 1917, Arméniens rescapés du génocide de 1915, Grecs hostiles à la dictature de Metaxàs, Italiens, Polonais, Maghrébins... ses usines Tréfimétaux, Phœnix (caoutchouc manufacturé) et Gindre (tréfilerie), étant d'importantes sources d'emploi, de même que la centrale nucléaire du Bugey, à quelques kilomètres de là.

## Politique et administration

### Rattachements administratifs et électoraux

#### Rattachements administratifs
La commune, créée en 1867 par démembrement de territoire de communes voisines, se trouve dans l'arrondissement de Vienne du département de l'Isère (département). Pour l'élection des députés, elle fait partie depuis 1988 de la sixième circonscription de l'Isère.
Elle faisait partie à sa création en 1968 du canton de Meyzieu. Toutefois, la loi du 29 décembre 1967 transfère vingt-huit communes de l'Isère au Rhône (département), dont sept des treize qui composaient jusqu'alors le canton de Meyzieu. Les six autres communes, dont Pont-de-Chéruy, demeurent dans l'Isère, et la ville devient alors le chef-lieu du nouveau canton de Pont-de-Chéruy à compter du 1er août 1968. Dans le cadre du redécoupage cantonal de 2014 en France, cette circonscription administrative territoriale a disparu, et le canton n'est plus qu'une circonscription électorale.

#### Rattachements électoraux
Pour les élections départementales, la commune fait partie depuis 2014 du canton de Charvieu-Chavagneux.
Pour l'élection des députés, elle fait partie de la sixième circonscription de l'Isère.

### Intercommunalité
Pont-de-Chéruy est membre de la communauté de communes Lyon Saint-Exupéry en Dauphiné, un établissement public de coopération intercommunale (EPCI) à fiscalité propre créé en 1993 sous le nom de Porte Dauphinoise de Lyon Satolas et auquel la commune a transféré un certain nombre de ses compétences, dans les conditions déterminées par le code général des collectivités territoriales.
De 2014 à 2016, cette intercommunalité a porté le nom de Porte Dauphinoise de Lyon Saint-Exupéry.

### Administration municipale
Compte tenu de la population de la commune, son conseil municipal est constitué de 27 membres, dont le maire et ses adjoints
Le conseil municipal élu  2020 est composé douze femmes et quinze hommes dont le maire, huit adjoints au maire et dix-neuf conseillers municipaux.

### Tendances politiques et résultats
Lors du premier tour des élections municipales de 2014 dans l'Isère, la liste DVD menée par le maire sortant Alain Tuduri obtient la majorité absolue des suffrages exprimés, avec 1 193 voix (73,37 %, 26 conseillers municipaux élus dont 5 communautaires), devançant très largement celle DVG menée par Monique Ravouna, qui recueille 433 voix (26,62 %, 3 conseillers municipaux élus dont 1 communautaire). 
Lors de ce scrutin, 44,46 % des électeurs se sont abstenus. 
Lors du premier tour des élections municipales de 2020 dans l'Isère, la liste DVD menée par Franck Bron obtient la majorité absolue des suffrages exprimés, avec 810 voix (70,49 %, 25 conseillers municipaux élus dont 5 communautaires), devançant très largement celle DVC menée par Monique Ravouna, qui recueille 339 voix (29,50 %, 4 conseillers municipaux élus dont 1 communautaire).
Lors de ce scrutin marqué par la pandémie de Covid-19 en France, 64,41 % des électeurs se sont abstenus.

### Liste des maires
| Période   | Période                        | Identité         | Étiquette | Qualité                                                                            |
| --------- | ------------------------------ | ---------------- | --------- | ---------------------------------------------------------------------------------- |
| 1867      | 1870                           | Léon Gontier     |           |                                                                                    |
| 1871      | 1887                           | César Sornin     |           |                                                                                    |
| 1887      | 1888                           | Barthélemy Royer |           |                                                                                    |
| 1888      | 1911                           | Aimé Pinel       |           |                                                                                    |
| 1912      | 1925                           | René Duquaire    |           |                                                                                    |
| 1925      | 1938                           | Louis Chauvin    |           |                                                                                    |
| 1938      | 1941                           | Pierre Lanfray   |           |                                                                                    |
| 1941      | 1944                           | Dr Robert        |           |                                                                                    |
| 1944      | 1945                           | Pierre Lanfray   |           |                                                                                    |
| 1945      | 1970                           | Jean Astulfoni   |           |                                                                                    |
| 1970      | 1989                           | Paul Chenguélia  | PS        |                                                                                    |
| mars 1989 | mai 2020                       | Alain Tuduri     | DVD       | Retraité                                                                           |
| mai 2020  | En cours (au 30 novembre 2023) | Franck Bron      | DVD       | Chef d'entreprise Vice-président de la CC Lyon Saint-Exupéry en Dauphiné (2020 → ) |

### Jumelages
La ville est jumelée avec :
- Livorno Ferraris (Italie) depuis 2001[35], dans la province de Verceil, en Piémont.

## Équipements et services publics

### Enseignement
La commune, qui compte six établissements scolaires, est rattachée à l'académie de Grenoble :
- deux écoles maternelles : l'école maternelle Le P'tit Champ et l'école maternelle Les écureuils;
- une école primaire : l'école élémentaire Jean Astulfoni;
- un collège : le collège Le Grand Champ;
- deux lycées : le lycée La Pléiade et le lycée professionnel L'Odyssée.

## Population et société
Les habitants de Pont-de-Chéruy sont appelés les Pontois.

### Démographie

#### Évolution démographique
L'évolution du nombre d'habitants est connue à travers les recensements de la population effectués dans la commune depuis 1872. Pour les communes de moins de 10 000 habitants, une enquête de recensement portant sur toute la population est réalisée tous les cinq ans, les populations de référence des années intermédiaires étant quant à elles estimées par interpolation ou extrapolation. Pour la commune, le premier recensement exhaustif entrant dans le cadre du nouveau dispositif a été réalisé en 2004.

En 2022, la commune comptait 6 107 habitants, en évolution de +7,08 % par rapport à 2016 (Isère : +3,07 %, France hors Mayotte : +2,11 %).
| 1872 | 1876 | 1881 | 1886  | 1891  | 1896  | 1901  | 1906  | 1911  |
| ---- | ---- | ---- | ----- | ----- | ----- | ----- | ----- | ----- |
| 846  | 860  | 941  | 1 000 | 1 186 | 1 402 | 1 600 | 1 812 | 1 951 |

| 1921  | 1926  | 1931  | 1936  | 1946  | 1954  | 1962  | 1968  | 1975  |
| ----- | ----- | ----- | ----- | ----- | ----- | ----- | ----- | ----- |
| 2 035 | 2 189 | 2 231 | 2 062 | 2 119 | 2 224 | 2 997 | 3 561 | 3 853 |

| 1982  | 1990  | 1999  | 2004  | 2006  | 2009  | 2014  | 2019  | 2022  |
| ----- | ----- | ----- | ----- | ----- | ----- | ----- | ----- | ----- |
| 3 849 | 4 700 | 4 540 | 4 591 | 4 778 | 4 973 | 5 420 | 5 980 | 6 107 |

#### Pyramide des âges
La population de la commune est relativement jeune. En 2020, le taux de personnes d'un âge inférieur à 30 ans s'élève à 42,3 %, soit un taux supérieur à la moyenne départementale (36,8 %). Le taux de personnes d'un âge supérieur à 60 ans (20 %) est inférieur au taux départemental (24,4 %).
En 2020, la commune comptait 2 968 hommes pour 3 060 femmes, soit un taux de 50,76 % de femmes, inférieur au taux départemental (50,99 %).
Les pyramides des âges de la commune et du département s'établissent comme suit :
| Hommes | Classe d’âge | Femmes |
| ------ | ------------ | ------ |
| 0,4    | 90 ou +      | 1,2    |
| 5,3    | 75-89 ans    | 8,1    |
| 11,5   | 60-74 ans    | 13,4   |
| 15,5   | 45-59 ans    | 15,4   |
| 23,9   | 30-44 ans    | 20,7   |
| 19,7   | 15-29 ans    | 19,9   |
| 23,8   | 0-14 ans     | 21,3   |

| Hommes | Classe d’âge | Femmes |
| ------ | ------------ | ------ |
| 0,6    | 90 ou +      | 1,6    |
| 6,7    | 75-89 ans    | 8,7    |
| 15,3   | 60-74 ans    | 16,3   |
| 20,1   | 45-59 ans    | 19,6   |
| 18,8   | 30-44 ans    | 18,9   |
| 19     | 15-29 ans    | 17     |
| 19,4   | 0-14 ans     | 17,9   |

### Médias
Le quotidien à grand tirage Le Dauphiné libéré consacre, chaque jour, y compris le dimanche, dans son édition du Nord-Isère (Bourgoin / La Tour-du-Pin), un ou plusieurs articles à l'actualité de la ville et de la communauté de communes, ainsi que des informations sur les éventuelles manifestations locales, les travaux routiers, et autres événements divers à caractère local.

### Cultes

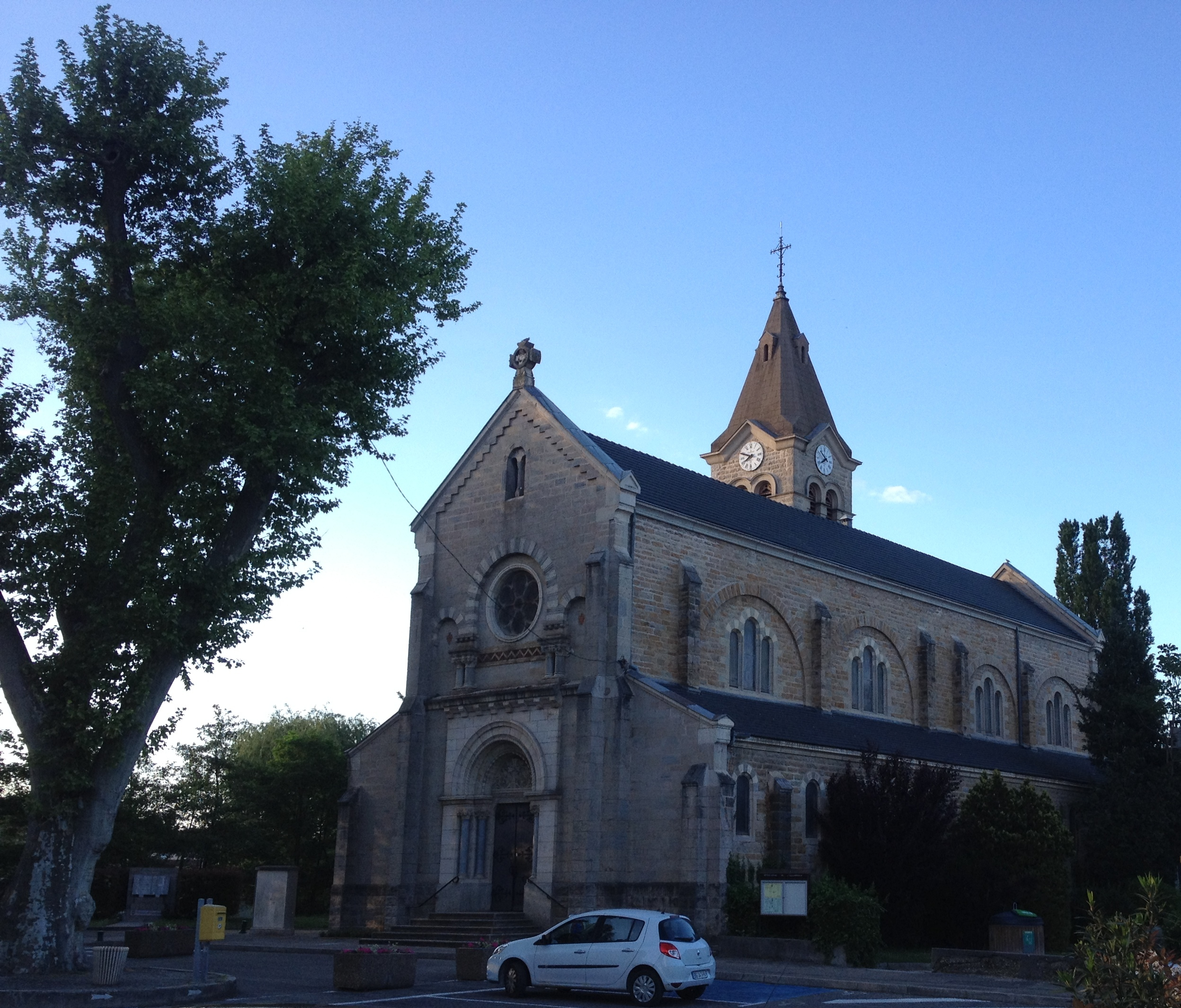
L'église Sainte-Blandine.

#### Culte catholique
La communauté catholique de Pont-de-Chéruy et son église (propriété de la commune) sont rattachées à la paroisse Sainte-Blandine-de-la-Bourbre, elle-même rattachée au diocèse de Grenoble-Vienne.

#### Autres cultes
Une église de confession protestante évangélique est présente dans la commune.

## Culture locale et patrimoine

### Lieux et monuments
Différents monuments et structures urbaines font partie de la culture et du patrimoine de Pont-de-Chéruy.
- Église paroissiale Sainte-Blandine
- Monument aux morts, un pilier commémoratif se présentant sous la forme de colonne quadrangulaire surmontée par un coq aux ailes ouvertes[44]
- Château Grammont et son parc, propriété de la mairie[45]
- Statue Grossesse d'idées (ou La Créativité)

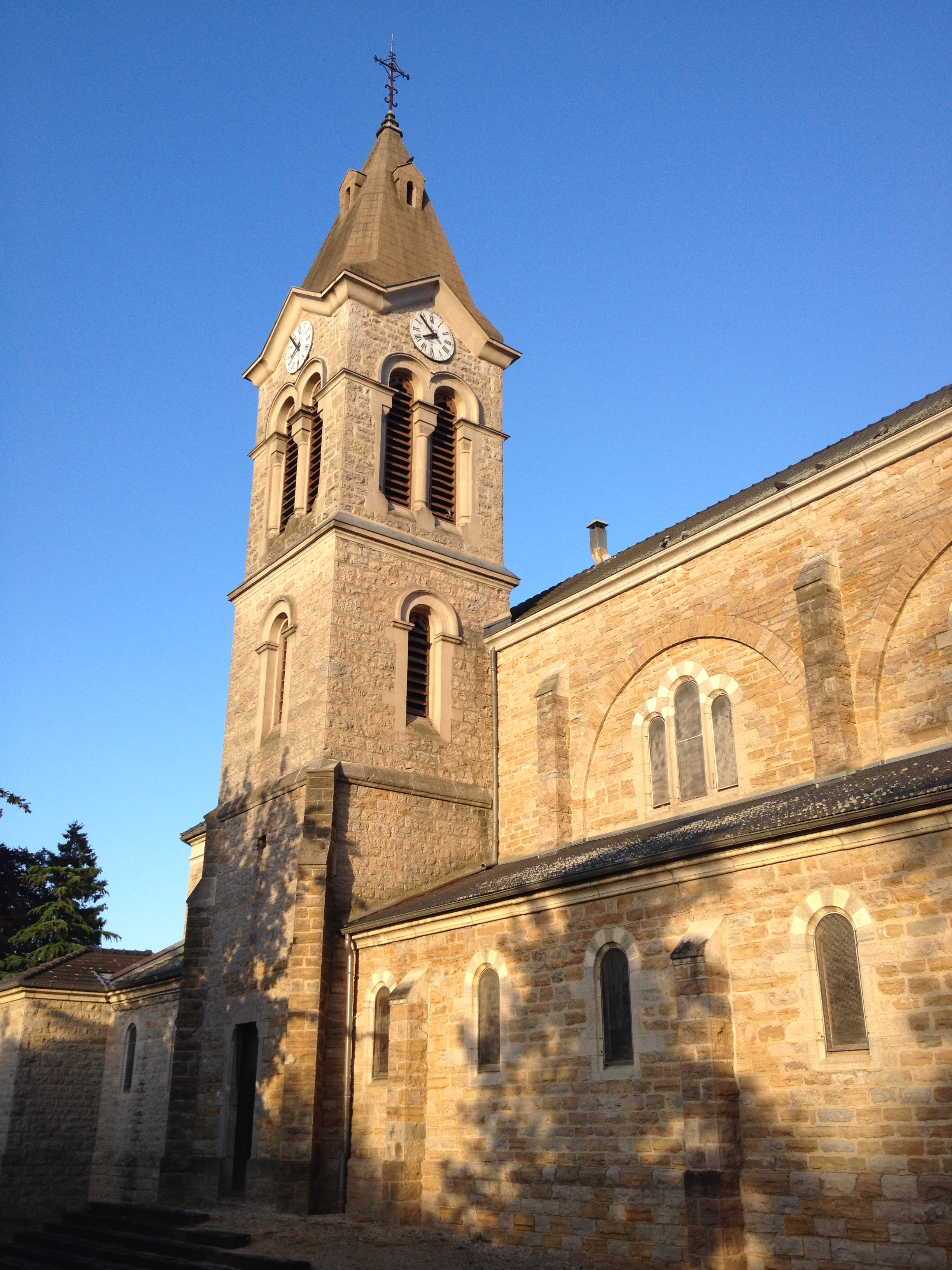
L'église.
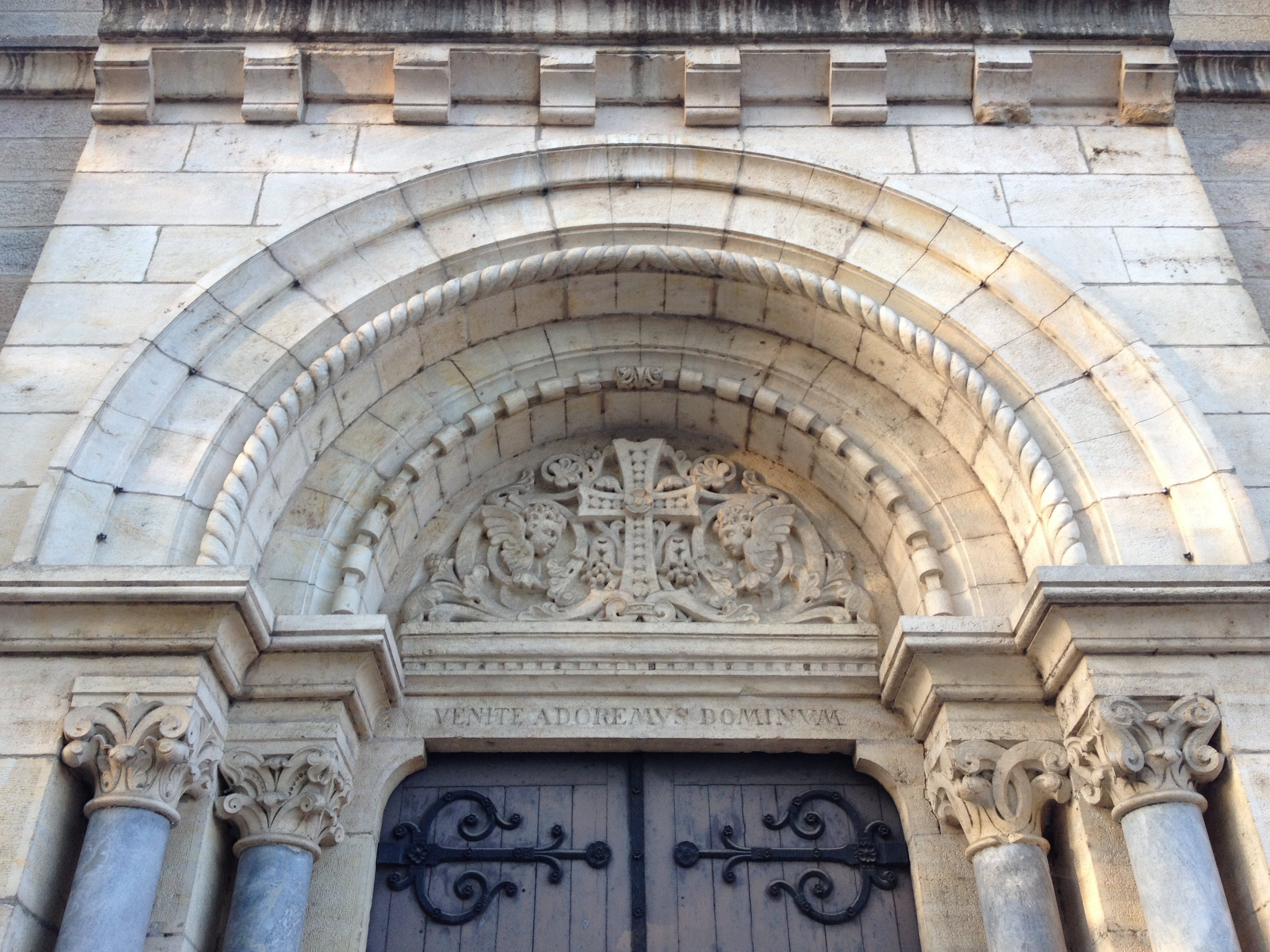
Le fronton de l'église.
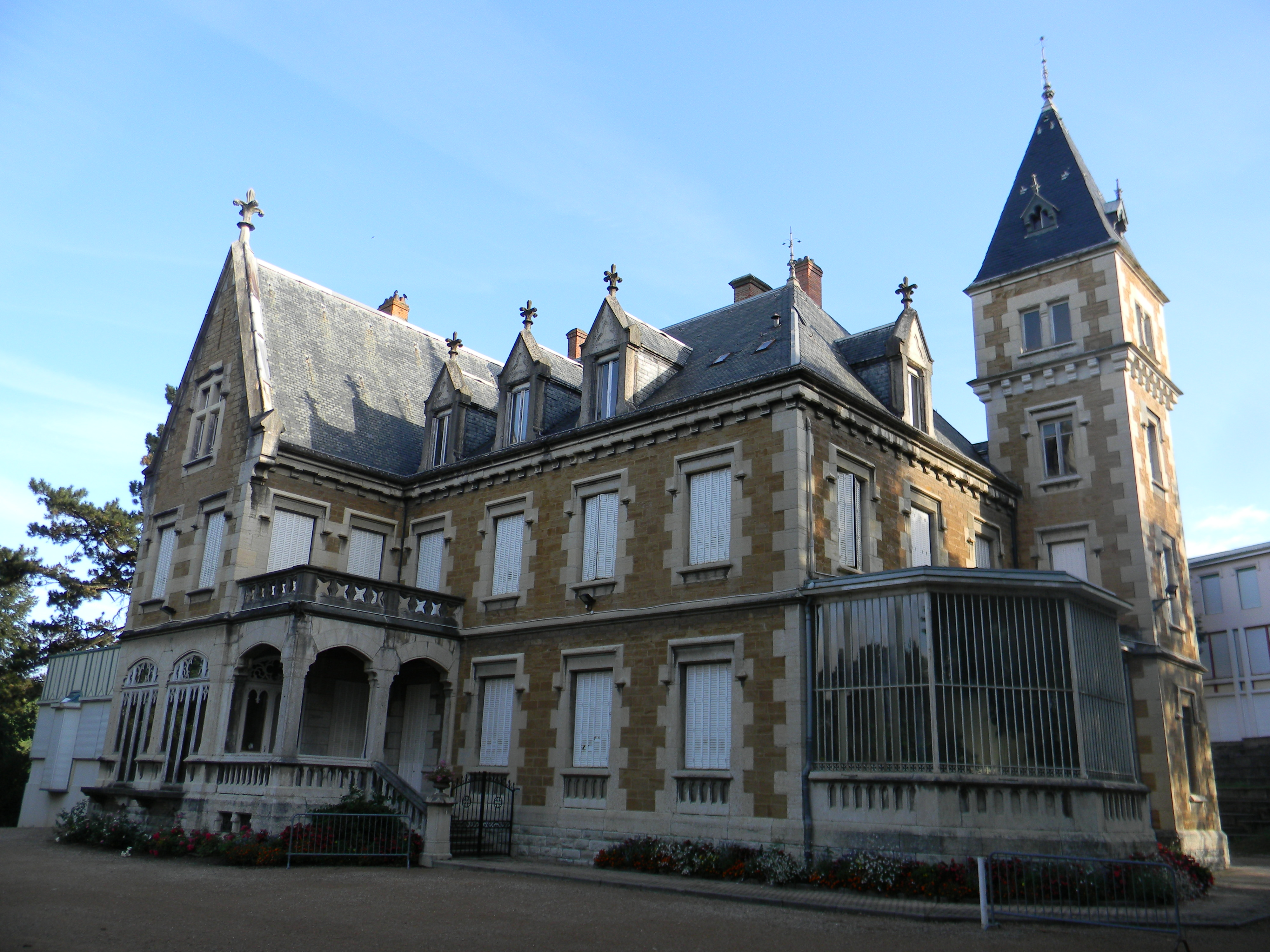
Le château Grammont.

### Personnalités liées à la commune
- Étienne-Claude Grammont (1822-1902) et son fils Alexandre Grammont, fondateurs des tréfileries qui deviendront Tréfimétaux en 1961, sont enterrés au cimetière communal[46].
- Hugues Quenin (1808-1878), architecte, décédé sur la commune[47]
- Pierre Scize (1894-1956), journaliste, né sur la commune
- Edmond Abraham (1894-1972), aviateur, né sur la commune
- Laurent Biondi (1959-), cycliste au SO Pont-de-Cheruy/Charvieu champion de France sur route amateur en 1982
- Alain Remond , champion de France de billard  à la bande en 2001

### Héraldique
| Blason de Pont-de-Chéruy | Blason  | D'azur au sautoir d'argent chargé de cinq coquilles mises en sautoir cousues d'or, à une étoile d'argent de huit rais en chef. Les coquilles font référence au chemin de Saint Jacques et sont présentes sur la maison du Péage. |
| Blason de Pont-de-Chéruy | Détails | Le statut officiel du blason reste à déterminer. |

## Pour approfondir